# Koutojärvi
Koutojärvi is een dorp in Zweden. Het ligt in de gemeente Övertorneå tussen twee meren in, tussen het meer Koutojärvi en het Penikkajärvi. Het dorp Koutojärvi ligt aan het meer met dezelfde naam. Er is ook het dorp Östra Koutojärvi dat ook aan dat meer ligt. Beide dorpen en het meer liggen ongeveer 90 meter boven zeeniveau. Het meer meet ongeveer 2000 bij 800 meter.
Bestuurscentrum: Övertorneå waaronder Turovaara
Tätort: Hedenäset · Juoksengi · Svanstein
Småort: Aapua · Haapakylä · Jänkisjärvi · Kuivakangas · Maaherra, Aili en Kieri · Neistenkangas · Pello · Poikkijärvi · Pudas · Rantajärvi
Overig: Alkullen · Armasjärvi · Bäckesta · Ekfors · Härkäsaadio · Hirvijärvi · Kannusjärvi · Kukasjärvi · Koutojärvi · Kuurajärvi · Kuusijärvi · Liehittäjä · Littiäinen · Luppio · Matojärvi · Mettäjärvi · Mukkajärvi · Oja · Olkamangi · Orjasjärvi · Pallakka · Penttäjä · Persomajärvi · Pirttijärvi · Potila · Puhkuri · Raitajärvi · Risudden-Vitsaniemi · Ruokojärvi · Ruskola · Siekasjärvi · Soukolojärvi · Soukolojoki · Vyöni · Ylinenjärvi · Ylinenjoki